# Literatura catalã

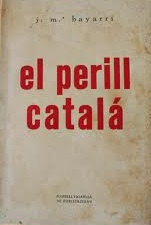
El perill català (O perigo catalão), livro de Josep Maria Bayarri de 1931.

A literatura catalã é a literatura escrita em língua catalã, abrangendo não apenas a produção literária da Catalunha, mas também da Comunidade Valenciana, Ilhas Baleares, Andorra, entre outras áreas onde se fala ou já se falou o catalão.
O termo por vezes tem sido evitado dado existir uma certa confusão entre o conceito de "catalão" enquanto língua falada na Catalunha, na Comunidade Valenciana e nas Ilhas Baleares e o conceito de "catalão" como referente à Catalunha. Seguindo-se a primeira definição, autores como Jordi de Sant Jordi (valenciano de nascimento) estariam incluídos, enquanto que, seguindo-se a segunda definição, não. Da mesma forma, seguindo-se a segunda definição, seriam incluídos autores da Catalunha que escrevem em castelhano, como Eduardo Mendoza e Manuel Vázquez Montalbán. O mesmo tipo de problema ocorre com a literatura valenciana.
Para alguns autores, Guillem de Berguedà e Cerverí de Girona, embora tenham escrito em Língua provençal, exerceram forte influência sobre os artigas que lhes sucederam.
Umas das obras mais importantes e influentes da literatura catalã é Tirant lo Blanc, de Joanot Martorell. Trata-se de um romance épico publicado em 1490.

## Esplendor Medieval

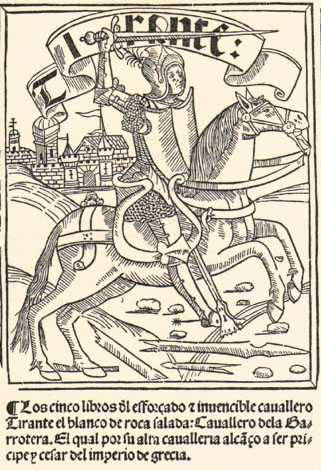
Portada de Tirante el Blanco de 1511.

O primeiro texto de uso literário da língua são as Homilias de Organyà (a homilia é um texto composto por um religioso em tom mais familiar e usual para explicar os temas do evangelho) do final do século XI e princípio do século XII.
Os grandes escritores em língua catalã da Idade Média são Ramon Llull (século XIII) e Francesc Eiximenis (século XIV) na prosa e Ausiàs March (século XV) na poesia; esta grande época de esplendor culminaria com o Tirante o Branco (Tirant lo Blanch) de Joanot Martorell publicado em Valência em 1490. Um bom exemplo da qualidade do "Tirante" é a cena de Don Quixote de La Mancha, de Miguel de Cervantes, na qual o "Tirante" é o único livro que se salva da queima da biblioteca que fizeram o barbeiro e o médico com o intento de curar a demência de Don Quixote.
Historicamente, se tem aceito que, após uma época de esplendor, culminada pela publicação deste trabalho de Joanot Martorell, o catalão, como idioma de uso literário, inicia uma longa fase de decadência desde o século XVI até o ano de 1833. Porém, atualmente, estudos recentes estão valorizando as obras de autores renascentistas (Cristòfor Despuig, Joan Timoneda, Pere Serafí), barrocos (Francesc Vicenç Garcia, Francesc Fontanella, Josep Romaguera) e neoclássicos (Joan Ramis, Francesc Mulet), de modo que está havendo uma revisão do conceito de decadência.

## Renascimento
A literatura catalã, sem romper com a tradição medieval, recuperou alguns dos cânones estéticos e modelos formais do classicismo. Porém, a tradição pelo estudo das línguas clássicas, característica do humanismo, não impediu o desenvolvimento da literatura em línguas vulgares. Enquanto a minoria aristocrática vacilava entre o uso das línguas latinas, espanhol e catalão, a maioria popular continuou refazendo e ampliando na própria língua a tradição que havia elaborado no percurso dos séculos.

## Prosa
A prosa mais valiosa do período é Los col·loquis de la insigne ciutat de Tortosa (1557) de Cristòfor Despuig, tanto pelo uso do diálogo, uma forma literária clássica, como pelo espírito crítico do seu autor, em uma prosa nobre com alguns ecos erasmistas. Dentro também da narrativa histórica é preciso ressaltar as crônicas de Pere Miquel Carbonell, Pere Antoni Beuter e Joan Binimelis, e a novela alegórica representada por  L'espill de la vida religiosa, um trabalho anônimo publicado em 1515, atribuída por alguns a Miguel Comalada, com influência da obra de Ramon Llull e ainda reformistas que estavam alcançando uma verdadeira projeção europeia.
No campo da literatura de entretenimento aparecem as novelas e as facecias  como as de Jordi Centelles e Joan Timoneda. Durante esta época funcionava em Valência um teatro de intenção realista e satíricas que dava apresentações esplêndidas como la Vesita de Joan Ferrandis  d'Herèdia.

## Poesia
O melhor poeta em catalão deste momento foi Pere Serafí, que alternou o idealismo amoroso de inspiração petrarquista ou ausiasmarquista, com a glosa de canções e refrões populares. Outros poetas como Andreu Martí Pineda e Valeri Fuster, insistiram com uma certa originalidade nos modelos costumeiros valencianos do final do século XV. Os poemas de Joan Pujol, já na segunda metade do século XVI e os atos sacramentais de Joan Timoneda refletem a mudança da contrarreforma que teria de culminar com o barroco. Com a contrarreforma desaparece o espírito de crítica e busca para defender uma visão mais rígida e ascética da vida.

## Barroco
As primeiras manifestações propriamente barrocas não foram produzidas até o início do século XVII e estenderam-se durante todo o século XVIII, já com elementos da estética rococó. (os autores anteriores como Joan Timoneda e Joan Pujol podem ser considerados apenas como com alguns sintomas literários iniciais da contrarreforma).
Neste período a literatura catalã recebeu grandes influências do grande barroco castelhano, com autores como Gracilaso de la Vega, Góngora. Quevedo, Calderón de la Barca, Baltazar Gracian, etc., que produziram sem muita relação uns com os outros.
Uma figura crucial do barroco em catalão foi o poeta e comediógrafo Francesc Vicent Garcia y Torres, o qual foi o único que conseguiu formar uma escola que o imitou em seus aspectos mais secundários e se prolongou até o começo do século XIX. Francesc Fontanella e Josep Ramaguera contribuiriam também com relevantes produções durante o barroco.
O momento culminante desta corrente pode ser situado durante a Guerra de Los Segadores , quando apareceram intenções já conscientes de inovar e revitalizar a cultura em catalão e que fracassaram com a derrota das tropas catalãs. É preciso destacar a obra poética e dramática de Francesc Fontanella; outras figuras do barroco em catalão foram Pere Jacint Morlà e Josep Blanch, também de meados do século XVII. Entre os séculos XVII e XVIII quem manteria com relativa eficácia os propósitos barrocos seria Josep Romanguera, insistiriam ainda com menos sorte até à primeira metade do século XVIII os artistas Agustí Eura Joan de Boixadors, Guillem Roca i Seguí e Francesc Tagell.

## Iluminismo
Desde o final do século XVIII, a filosofia crítica e a erudição lingüística e histórica do iluminismo haviam renovado todo o conceito de cultura. Nascia una nova mentalidade que considerava que a obra devia ser útil ou não sê-lo. Foi uma época do princípio das atividades científicas e de um desprezo racionalizado pela lírica gratuita. A consideração máxima era obtida pelos textos de moral e pedagogia.
Em Catalunha estava representada por um grupo brilhante, seguindo a iniciação metodológica do valenciano Jacint Segura, retomada por impulso do bispo Ascensi Sales. É preciso destacar também a novela Eusebio do alicantino   P.  Montegon; também é preciso destacar um grupo formado por vários tradutores e escritores como Francesc Mulet, Antoni Febrer, bem como Joan Ramis e seu trabalho de teatro Lucrècia.
Pode-se afirmar que a literatura em catalão neste período foi praticamente inexistente no que concerne à literatura culta. Tem perdurado unicamente os gêneros mais populadores como os porta-vozes mais qualificados da época. O terreno de produção eram os teatros jocosos e satíricos, realçados com textos, a maioria inéditos, criados por profissionais: epistolários, narrativas privadas, e diários que refletiam a mentalidade da época. Uma amostra seria Calaix de sastre del Barón de Maldà que se situava no lado oposto aos iluministas como literatura costumbrista (de costumes) que tanto êxito havia alcançado em pleno romantismo.
A poesia popular, espontânea, e multiforme, conferiu à literatura do século XVIII alguns títulos com uma categoria superior aos alcançados pelas intenções cultistas. Esta literatura popular apenas compartilhava com o iluminismo da época o feito de desenvolver-se sob os signos da natureza e  liberdade. Porém, acima de tudo isto, estava associada à língua do povo.
Ao começo do século XIX, graças ao Conde d'Ayamans, o autor anônimo de O Templo da Glória , já se incorporam alguns elementos românticos na literatura de língua catalã.

## Romantismo
O primeiro romântico, tendo como pontos de vista temas inequivocamente catalães,  foi escrito basicamente em língua catalã.  Até o final deste período, sem embargo,  já se começava uma tomada uma tomada de consciência  da contradição que existia entre o conteúdo e o público a que se dirigia, e a língua em que se realizava a produção. Assim, por exemplo, Pere Mata escreveu um longo poema em catalão chamado El Vapor (O Vapor) em 1836,  e Joaquin Rubió y Ors começou a publicar seus poemas no Diário de Barcelona em 1839.
Nesta época se formava uma intelectualidade burguesa de inspiração liberal jovem, combativa, e em muitos casos revolucionária.A evolução das produções, com escritores exilados ou excluídos na clandestinidade não possibilitou a sua eclosão. Alguns como Manuel Milá y Fontanals e seu grupo, renegaram os princípios liberais; outros como Antoni Ribot i Fontserè ou Pere Mata migraram para Madri.
Em 1844 e 1870, o romantismo conservador, possuindo mais ou menos elementos populares e clássicos, monopolizou as letras em catalão; alguns como Victor Balaguer insistiram em uma literatura que foi também instrumento de progresso.

## Literatura Catalã Contemporânea

### Renaixença

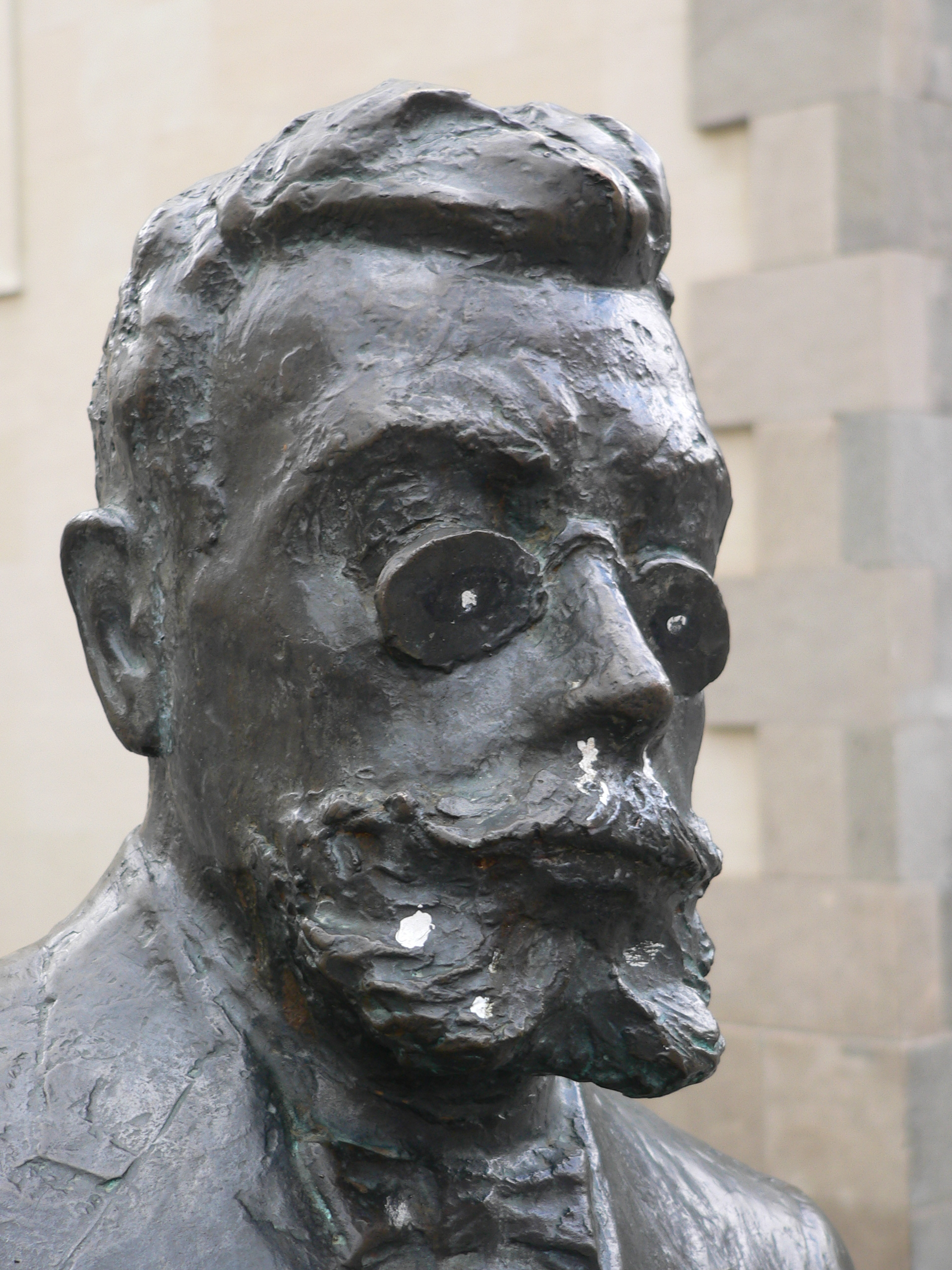
Àngel Guimerà

A renaixença é o nome dado a um grande movimento restaurador da língua, literatura, e cultura catalã que se iniciou no princípio da primeira metade do século XIX. Coincidiu, mais ou menos, com a segunda parte da explosão do romantismo na Europa. Ainda que cada tendência tenha trilhado um caminho próprio, foi produzida uma integração no que tange ao uso da língua e dos ideais políticos.

## Século XX
O final do século XX coloca em destaque o modernismo com autores como Joan Maragall, Joaquim Ruyra, Miquel Costa i Llobera, e Víctor Català. Durante o século XX o catalão consolida-se como língua literária, apesar das condições adversas durante as ditaduras de Primo de Rivera e Franco.  Alguns autores como Josep Carner, Joan Salvat-Papasseit, Carles Riba, Josep Vicenç Foix, Salvador Espriu, Pere Quart, Josep Maria de Sagarra, Josep Pla, Mercè Rodoreda, Víctor Català, Llorenç Villalonga, Pere Calders, Gabriel Ferrater, Manuel de Pedrolo, Joan Brossa, Jesús Moncada, Quim Monzó, Miquel Martí i Pol, e Miquel de Palol têm recebido reconhecimento em todo o mundo, com edições e traduções em diversos idiomas.
No princípio do século XXI a produção de livros em catalão é relevante tanto em quantidade como qualidade, apresentando autores como Julià de Jòdar, Jaume Cabré o Feliu Formosa dentre outros mais.

## Prêmios Literários
Existem vários prêmios de renome na literatura catalã, dentre eles:
- Prêmio Sant Jordi de novela
- Prêmio Néstor Luján de novela histórica
- Prêmio de Honor de las Letras Catalanas
- Prêmio Nacional de Literatura de la Generalidad de Cataluña